# Swartzia benthamiana
Swartzia benthamiana ist eine Pflanzenart aus der Gattung Swartzia in der Unterfamilie der Schmetterlingsblütler (Faboideae) innerhalb der Familie der Hülsenfrüchtler (Fabaceae).

## Beschreibung

### Vegetative Merkmale
Swartzia benthamiana wächst als Baum und erreicht Wuchshöhen bis über 25 Meter und Stammdurchmesser von über 50 Zentimeter. Es werden Wurzelanläufe ausgebildet. Die gräuliche Borke ist furchig bis schuppig.
Die wechselständig angeordenten Laubblätter sind in Blattstiel und -spreite gegliedert. Der Blattstiel ist relativ kurz. Die unpaarig gefiederte Blattspreite besitzt bis zu neun Fiederblättchen. Die ledrigen, fast kahlen und kurz gestielten, ganzrandigen Fiederblättchen bei einer Länge von bis zu 16 Zentimeter eiförmig bis verkehrt-eiförmig oder elliptisch mit bespitztem oder spitzem bis zugespitztem oberen Ende. Die Nebenblätter sind abfallend.

### Generative Merkmale
Die end- oder achselständigen, selten auch „unterachselständigen“, kurz und fein behaarten traubige Blütenstände enthalten viele kurz gestielte Blüten. Die relativ kleinen und zwittrigen Blüten besitzen eine doppelte Blütenhülle. Es sind vier oder fünf kleine, außen schwach behaarte, zurückgelegte und ledrige, grünliche Kelchblätter vorhanden. Es ist ein weißes und genageltes Kronblatt ausgebildet. Es sind bis zu vier oder fünf größere Staubblätter und viele kleinere ausgebildet. Das einzige gestielte, gynophore Fruchtblatt ist oberständig und weich behaart, wie auch der untere Teil des kurzen Griffels und das Gynophor.
Die behaarten Hülsenfrüchte sind bei einer Länge von bis zu 6 Zentimeter eiförmig und enthalten nur  einen Samen. Die eiförmigen Samen besitzen einen Arillus.

## Vorkommen
Swartzia benthamiana kommt in nördlichen Brasilien, in Suriname, Guayana und Französisch-Guayana vor.

## Taxonomie
Die Erstbeschreibung von Swartzia benthamiana erfolgte 1851 durch Friedrich Anton Wilhelm Miquel in Stirpes Surinamensis Selectae, Seite 15.

## Verwendung
Das dunkle, sehr schwere und sehr harte, beständige Holz, Eisenholz, ist begehrt. Das Holz wird Wamara, Guyana Rosewood oder Bastard Rosewood genanne.